# Mataparent de Dupain
El mataparent de Dupain (Rubroboletus dupainii) és una espècie de fong de l'ordre dels boletals (Boletales). És un mataparent d'esponja roja de barret més o menys viscós, llis, brillant, de color vermell sang i de cama puntejada de vermell

## Morfologia

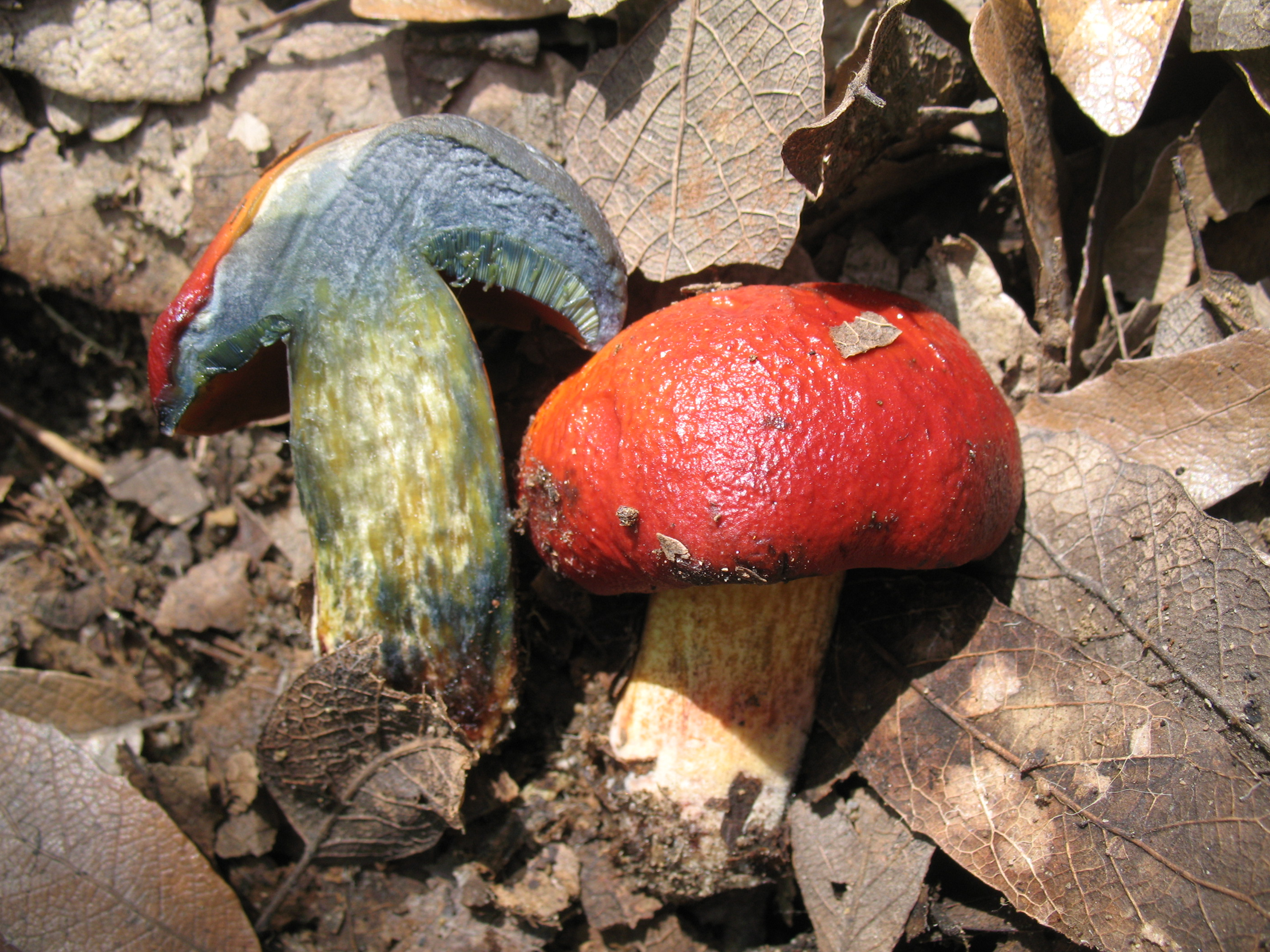
Mataparent de Dupain (Rubroboletus dupainii)

Solitari o gregari; barret de fins a 15 cm de diàmetre, primer hemisfèric, després de pla-convex a convex o estès; superfície brillant, lleugerament viscosa; de color taronja vermellós, vermell viu a vermell fosc; blaveja al frec; marge involut, groc, en madurar del color del barret.

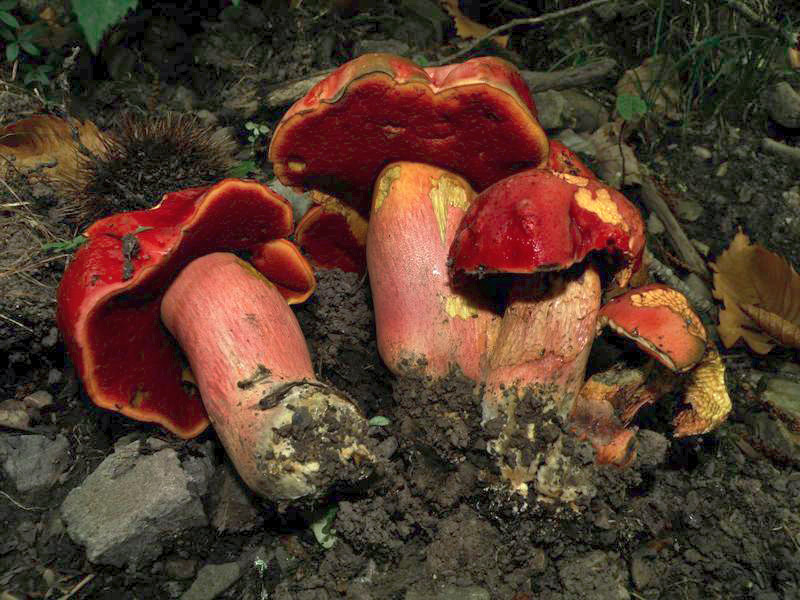
Mataparents de Dupain (Rubroboletus dupainii), mostrant el característic marge groc del barret

Tubs de color groc llimona, blavegen al tall i al frec; porus fins, ataronjats de joves, de vermell brillant a vermell ataronjats, grocs cap el marge del barret; a la pressió i al frec esdevenen blaus.
Cama de fins a 10 cm de longitud; robusta, de cilíndrica a lleugerament inflada al peu; de groc clar a groc ataronjat, bru vermellosa cap el peu; sense veritable reticle, coberta de grànuls fins, densos i vermells; blaveja al frec.
Carn compacta; de color groc pàl·lid, amb taques vermelles en el peu; blaveja al tall, blau pàl·lid, especialment sobre els tubs i a la cama; olor agradable, tast poc apreciable

## Hàbitat
Rara; des de l'estiu a mitjans de tardor; en sòls àcids i calcaris; de la muntanya mitjana; vora roures i castanyer

## Comentaris
Carn + I: Negatiu, sense reacció amiloide en la carn de la cama.
L'ornamentació de la cama recorda la del mataparent de cama roja (Neoboletus erythropus) però aquesta espècie té el barret vellutat i de color bru.
Les altres espècies del gènere Rubroboletus tenen un reticle molt marcat sobre la cama i no tenen mai la superfície del barret brillant i de color vermell

## Comestibilitat
És comestible